# Merytre-Hatshepsut
Merytre-Hatshepsut (... – dopo il 1425 a.C.) è stata una regina egizia della XVIII dinastia, Grande Sposa Reale di Thutmose III dopo la morte della regina Satiah. Chiamata anche Merira, Meritra o Merit-Ra, fu la madre del faraone Amenhotep II.
|                         |    |   |   |   |        |     |
| \| \| \| \| \| \| \| \| |    |   |   |   |        |     |
|                         |    |   |   |   |        |     |
| ra                      | mr | i | i | t | F4 · t | A51 |

| ra | mr | i | i | t | F4 · t | A51 |

|                         |    |   |   |   |        |     |
| \| \| \| \| \| \| \| \| |    |   |   |   |        |     |
|                         |    |   |   |   |        |     |
| ra                      | mr | i | i | t | F4 · t | A51 |

| ra | mr | i | i | t | F4 · t | A51 |

mr Ra ht shps t
Merytre-Hatshepsut

## Biografia
Di origini nobili, era figlia della sacerdotessa Huy, che una statua al British Museum mostra insieme ad sua figlia e ai nipoti. In precedenza si era ipotizzato un legame tra questa regina e il faraone Hatshepsut, ma non ci sono ipotesi a supporto di questa tesi.

## Titoli
- Regina consorte d'Egitto
- Grande Sposa Reale
- Madre del re
- Divina Sposa di Amon

## Galleria d'immagini

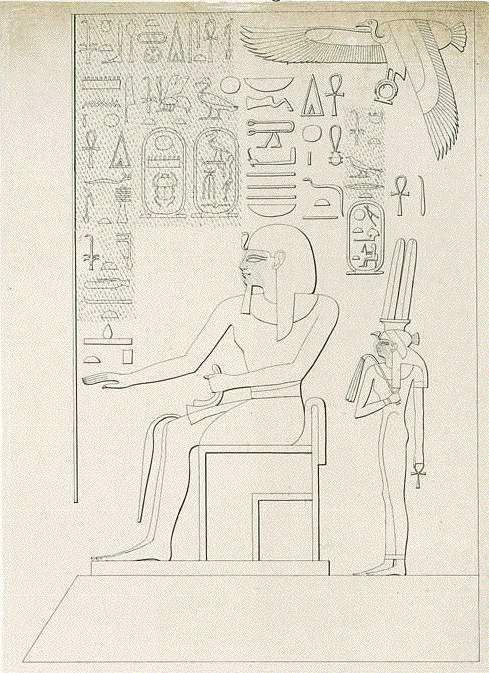
Rilievo di Merira-Hatshepsut nel tempio funerario di Thutmose III Medinet Habu a Luxor.
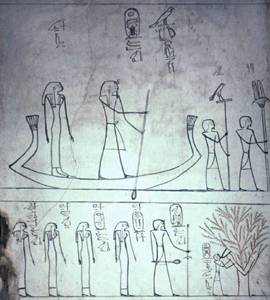
Rilievo della tomba KV34 in cui viene raffigurato il faraone Thutmose III e la famiglia; in esso la regina Merira si trova nel registro inferiore alla destra del consorte reale.
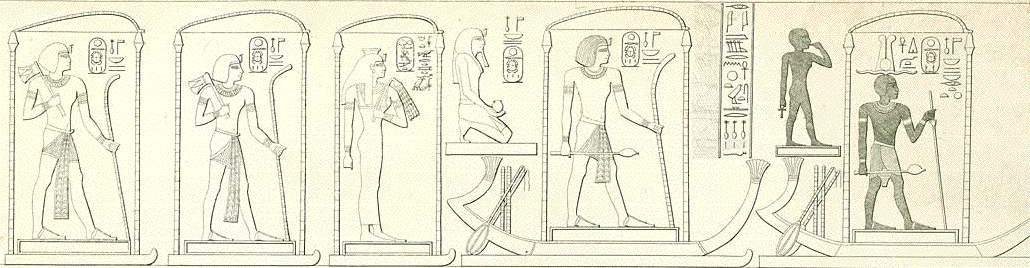
Basso rilievo di Merira-Hatshepsut in una tomba della necropoli di Sheikh Abd el-Qurna parte del sito archeologico di Deir el-Bahari.